# San Nicolás (Santa Bárbara)
San Nicolás (uit het Spaans: "Sint-Nicolaas") is een gemeente (gemeentecode 1622) in het departement Santa Bárbara in Honduras.
Het dorp ligt aan de rivier Ulúa.

## Geschiedenis
In 1693 kochten twee heren met de namen Sebastian Henríquez en José Mejíia in dit gebied land van de Spaanse koning. Pas in 1825 werd dit land gelegaliseerd. Het kwam in handen van hun erfgename, Tomasa Mejía. Zij overleed aan het eind van de 19e eeuw. Op 27 juli 1949 kwam het land daarom toe aan de gemeente, nadat 2 getuigen hadden verklaard dat Doña Mejía geen erfgenamen had achtergelaten.

## Dorpen
De gemeente San Nicolás telt 9 dorpen (aldeas) en 35 gehuchten (caserios). Op 18 februari 1921 is het dorp Macholoa uit de gemeente gehaald en toegevoegd aan Santa Bárbara. Op 5 februari van dat jaar gebeurde hetzelfde met het dorp San Vicente.

## Bevolking
De bevolking is als volgt verdeeld:
| Vrouwen | 7447 | 49,3% |
| Mannen  | 7665 | 50,7% |

## Dorpen
De gemeente bestaat uit tien dorpen (aldea), waarvan de grootste qua inwoneraantal: San Nicolás  (code 162201) en El Porvenir (162206).